# حمله هوایی به بیمارستان ماریوپل
در ۹ مارس ۲۰۲۲، نیروی هوایی روسیه بیمارستان زایمان شماره ۳ شهر ماریوپل را بمباران کرد، این بیمارستان یک مجتمع بیمارستانی بود، که هم به عنوان بیمارستان کودکان و هم به عنوان بخش زایمان در شهر ماریوپل مورد استفاده بود، در پی تهاجم نیروهای روس به این بیمارستان، چهار نفر کشته و ۱۷ نفر زخمی شدند. رئیس‌جمهور اوکراین ولودیمیر زلنسکی، جوزپ بورل، رئیس امور خارجی اتحادیه اروپا، این بمباران را جنایت جنگی توصیف کردند. در ۱۰ مارس، وزارت امور خارجه روسیه و وزارت دفاع ادعا کردند که بمباران بیمارستان بدنبال پناه گرفتن نیروهای اوکراینی در آن صورت گرفته‌است. واسیلی نبنزیا نماینده روسیه در سازمان ملل پیش از این در ۷ مارس اظهار داشت که آن‌ها زایشگاه شماره ۱ را مورد هدف قرار داده‌اند.

## زمینه
در جریان تهاجم روسیه به اوکراین در سال ۲۰۲۲، نیروهای روسی و طرفدار روسیه شهر ماریوپل را محاصره کردند. در نهایت در ۹ مارس ۲۰۲۲ میان مقامات روسیه و اوکراین توافق شد تا غیرنظامیان در ماریوپل و چهار شهر دیگر اوکراین، از طریق یک کریدور بشردوستانه از شهرها خارج شوند.

## بمباران
بیمارستان کودکان و زایشگاه شهر ماریوپل چندین بار توسط نیروی هوایی روسیه بمباران شد.
مقامات اوکراینی خسارت وارده به بیمارستان را «بسیار عظیم» توصیف کردند. ویدئوهای پس از این حملات نشان می‌دهد که «بسیاری از قسمت جلوی ساختمان تخریب شده» و «ماشین‌های جلوی ساختمان منفجر شده و در حال سوختن هستند». بخش‌های بیمارستان «به یک خرابه تبدیل شده‌اند، دیوارها فرو ریخته‌اند، تجهیزات پزشکی در زیر آوار مدفون شده‌اند، پنجره‌ها شکسته شده و شیشه‌های شکسته در همه جا وجود دارد».
رئیس‌جمهور اوکراین ولودیمیر زلنسکی گفت که مردم در زمان مناسب، پیش از حمله پناه‌گرفته‌اند و این‌کار تعداد تلفات را به حداقل رسانده‌است.

## قربانیان
در ۹ مارس ۲۰۲۲، فرماندار استان دونتسک اعلام کرد که ۱۷ نفر از جمله زنان در حال زایمان در این بمباران مجروح شدند. به گفته اولکساندرا شچربت، متخصص مغز و اعصاب، در این بمباران «زنان، نوزادان و کادر پزشکی» کشته شده‌اند. در ۱۰ مارس، مقامات محلی اعلام کردند که یک دختر و دو نفر دیگر در این حمله کشته شده‌اند. یک زن باردار ناشناس که در این بمب‌گذاری از او عکس گرفته شده بود به بیمارستان دیگری منتقل شد و پس از مرده به دنیا آمدن فرزندش درگذشت. او در این بمباران صدمات متعددی از جمله خرد شدن و جدا شدن لگنش را متحمل شده بود که سبب مرده‌زایی فرزندش شد. زن باردار دیگری که در بمب‌گذاری از او عکس گرفته شده بود، با نام ماریانا ویشگیرسکایا (با نام خانوادگی پودگورسکایا)، که یک وبلاگ نویس اوکراینی محبوب در اینستاگرام است، روز بعد یک دختر به دنیا آورد.

## ادعاهای جنایت جنگی
زلنسکی و جوزپ بورل، رئیس امور خارجی اتحادیه اروپا، این بمب‌گذاری را جنایت جنگی توصیف کردند.

## واکنش‌ها

### اوکراین
سرگئی اورلوف، معاون شهردار ماریوپل، اظهار داشت: «ما نمی‌دانیم چگونه در دوران کنونی ممکن است، یک بیمارستان کودکان بمباران شود». شورای شهر ماریوپل بمباران هواپیماهای روسی را عمدی توصیف کرد.
زلنسکی مدعی شد که این حمله «اثباتی بود که نسل‌کشی اوکراینی‌ها در حال وقوع است». سرگئی اورلوف معاون شهردار ماریوپل این حمله را جنایت جنگی و نسل‌کشی توصیف کرد.

### روسیه
در ۱۰ مارس، وزارت امور خارجه روسیه و وزارت دفاع علناً ادعا کردند که بمباران موجه بوده‌است. به گزارش Ukrayinska Pravda، سرگئی لاوروف وزیر امور خارجه تأیید کرد که بمباران بیمارستان یک اقدام عمدی بوده‌است. وی اظهار داشت: «چند روز پیش، در جلسه شورای امنیت سازمان ملل، هیئت روسی اطلاعات واقعی ارائه کرد مبنی بر اینکه این زایشگاه مدت‌هاست توسط گردان آزوف و دیگر گروه‌های رادیکال مورد استفاده قرار گرفته و تمام زنان در حال زایمان، همه پرستاران و… به طور کلی به همه کارکنان آن گفته شده بود که آن را ترک کنند. این بیمارستان به پایگاه گردان آزوف تبدیل شده بود».
در ۱۰ مارس ۲۰۲۲، توئیتر توئیتی را از سفارت روسیه در بریتانیا حذف کرد که در آن ادعا می‌کرد حمله به بیمارستان ماریوپل «جعلی» بوده و ماریانا ویشگیرسکایا، یکی از قربانیان، «بازیگر» است و به حرفه وبلاگ‌نویسی او اشاره کرده‌است. سیاستمداران بریتانیایی از این اقدام استقبال کردند و سفارت روسیه را به دروغ‌رسانی متهم کردند.

### واکنش‌بین‌المللی
بوریس جانسون، نخست‌وزیر بریتانیا، این حمله را «فاسدانه» توصیف کرد. جن ساکی، سخنگوی مطبوعاتی جو بایدن، رئیس‌جمهور ایالات متحده، اظهار داشت که «دیدن استفاده وحشیانه از نیروی نظامی برای تعقیب غیرنظامیان بی گناه در یک کشور مستقل، وحشتناک است.» جوزپ بورل، نماینده عالی اتحادیه اروپا در سیاست خارجی و امور امنیتی، این بمباران را «جنایت جنگی شنیع» توصیف کرد. کاردینال وزیر امور خارجه شهر واتیکان، پیترو پارولین، از این بمباران ابراز ناراحتی کرد و آن را «حمله ای غیرقابل قبول به غیرنظامیان» خواند. آنتونیو گوترش، دبیرکل سازمان ملل متحد، نوشت که این حمله «وحشتناک» بود و «این خشونت بی‌معنی باید متوقف شود.»
این بمب‌گذاری با محکومیت گسترده در مطبوعات بین‌المللی مواجه شد: دیلی میرور و ایندیپندنت این اقدام را "وحشیانه"، دیلی اکسپرس و دیلی میل آن را "فاسدانه"، در حالی که گاردین، فایننشال تایمز و ال پائیس آن را "وحشیانه" توصیف کردند". روزنامه ایتالیایی ایل جورناله پوتین را «جنایتکار جنگی» توصیف کرد، در حالی که لا رپوبلیکا «مرگ بیگناهان» را محکوم کرد.